# Атанасій (Желиборський)
Атанасій Желиборський (ім'я у світі Адам, пом. вересень 1666) — український церковний діяч, Львівський православний єпископ. Брат та наступник на посаді єпископа Арсенія (Желиборського). Адміністратор Київської митрополії після ув'язння за звинуваченнями у зраді Речі Посполитої київського митрополита Йосифа (Нелюбовича-Тукальського). Відомий полеміст Іоаникій Ґалятовський присвятив йому третє видання своєї праці «Ключ разуменія…».
За його благословенням було засновано Краснопущанський монастир отців Василіян.